# Zastava Gvineje
Zastava Gvineje usvojena je 10. studenog 1958.
Sastoji se od okomito raspoređenih panafričkih boja crvene, žute i zelene.
Pošto je Gvineja bila francuska kolonija pretpostavlja se da je okomit poredak preuzet od Francuza.